# Team Qhubeka NextHash
Das Team Qhubeka NextHash war ein südafrikanisches Radsportteam mit Sitz in Johannesburg. Die Mannschaft wurde 2008 als Team MTN gegründet und fuhr von 2016 bis zu seiner Auflösung 2021 mit einer Lizenz als UCI WorldTeam.

## Organisation und Profil
Die Mannschaft wurde 2008 als UCI Continental Team gegründet und nahm an den UCI Continental Circuits teil. Die meisten Rennen fuhr sie zunächst in Afrika.
Zur Saison 2013 wurde die Mannschaft, damals noch unter dem Namen MTN Qhubeka, als erste afrikanische Mannschaft als UCI Professional Continental Team lizenziert und konnte damit auf Einladung auch bei Rennen der UCI WorldTour starten. Am 17. März 2013 gewann das Team mit Gerald Ciolek mit dem Frühjahrsklassiker Mailand–Sanremo sein erstes World-Tour-Rennen. 2014 nahm es des Weiteren auch als erstes afrikanisches Team an der Vuelta a España und schließlich 2015 als erstes afrikanisches Team an der Tour de France teil.
Die Namensgeber waren bis 2015 der Hauptsponsor Mobile Telephone Networks (MTN), ein südafrikanisches Unternehmen im Bereich der Geschäftskommunikation, und die von MTN unterstützte Freiwilligenorganisation Qhubeka (Nguni, dt. etwa voranbringen), die Kindern in ländlichen Gemeinden Fahrräder für die Bewältigung des Alltags schenkt, was auch ein gemeinsames Projekt beider Sponsoren ist. Zum Jahr 2016 übernahm der IT-Dienstleister Dimension Data das Sponsoring und das Team erhielt durch den Weltradsportverband eine Lizenz als UCI WorldTeam. Daneben gibt es seit 2016 das UCI Continental Team Dimension Data for Qhubeka.
Zur Saison 2020 wurde Nippon Telegraph and Telephone (NTT), die Muttergesellschaft von Dimension Data, Namenssponsor. Zu Beginn der Saison wurde bekanntgegeben, dass die Firma Virtu Cycling Group, die 2016 bis 2018 das Team Virtu Cycling betrieb, ein Drittel der Anteile Teambetreibers Ryder Cycling von General Manager Douglas Ryder übernehmen werde. Der Sieger der Tour de France 1996 Bjarne Riis, einer der Anteilseigner der Virtu Cycling Group, wurde neuer Teammanager. Tatsächlich kam es nicht zur Anteilsübernahme und Riis verließ zum Saisonende 2020 das Team.
Nach dem Rückzug von NTT zum Saisonende 2020 stellte der bisherige Bekleidungssponsor Assos den Fortbestand des Teams sicher, welches zur Saison 2021 unter den Namen Qhubeka-Assos lizenziert werden soll. Im Rahmen der Teampräsentation der Tour de France 2021 wurde das Finanzunternehmen NextHash als neuer Co-Namenssponsor für fünf Jahre vorgestellt. Assos blieb weiterhin Ausrüster und Sponsor. Nachdem der Teambetreiber wiederum in finanzielle Schwierigkeiten geraten war, erklärte das Management Ende 2021 die Auflösung des WorldTeams. Die Nachwuchsmannschaft Team Qhubeka soll weiter betrieben werden.

## Platzierungen in UCI-Ranglisten
UCI Africa Tour
| Saison | Mannschaftswertung | Fahrerwertung                     |
| ------ | ------------------ | --------------------------------- |
| 2008   | 1.                 | Nicholas White (1.)               |
| 2009   | 2.                 | Jay Robert Thomson (4.)           |
| 2010   | 1.                 | Ian McLeod (2.)                   |
| 2011   | 4.                 | Reinardt Janse van Rensburg (13.) |
| 2012   | 1.                 | Reinardt Janse van Rensburg (3.)  |
| 2013   | 1.                 | Jay Robert Thomson (7.)           |
| 2014   | 1.                 | Louis Meintjes (7.)               |
| 2015   | 3.                 | Louis Meintjes (16.)              |

UCI America Tour
| Saison    | Mannschaftswertung | Fahrerwertung            |
| --------- | ------------------ | ------------------------ |
| 2008-2012 | -                  | -                        |
| 2013      | 36.                | Kristian Sbaragli (293.) |
| 2014      | -                  | -                        |
| 2015      | 17.                | Natnael Berhane (88.)    |

UCI Asia Tour
| Saison | Mannschaftswertung | Fahrerwertung                     |
| ------ | ------------------ | --------------------------------- |
| 2008   | 52.                | Ian McLeod (207.)                 |
| 2009   | 15.                | Christoff van Heerden (17.)       |
| 2010   | 52.                | Jacobus Venter (268.)             |
| 2011   | 32.                | Dennis van Niekerk (82.)          |
| 2012   | 25.                | Reinardt Janse van Rensburg (22.) |
| 2013   | 16.                | Tsgabu Grmay (27.)                |
| 2014   | 17.                | Merhawi Kudus (39.)               |
| 2015   | 16.                | Youcef Reguigui (10.)             |

UCI Europe Tour
| Saison    | Mannschaftswertung | Fahrerwertung                     |
| --------- | ------------------ | --------------------------------- |
| 2008      | 117.               | Kevin Evans (1077.)               |
| 2009-2011 | -                  | -                                 |
| 2012      | 39.                | Reinardt Janse van Rensburg (10.) |
| 2013      | 21.                | Gerald Ciolek (10.)               |
| 2014      | 27.                | Kristian Sbaragli (57.)           |
| 2015      | 11.                | Edvald Boasson Hagen (4.)         |

UCI Oceania Tour
| Saison    | Mannschaftswertung | Fahrerwertung                    |
| --------- | ------------------ | -------------------------------- |
| 2008-2011 | -                  | -                                |
| 2012      | 6.                 | Reinardt Janse van Rensburg (7.) |
| 2013-2014 | -                  | -                                |
| 2015      | 9.                 | Tyler Farrar (26.)               |

UCI WorldTour
| Saison | Mannschaftswertung | Fahrerwertung              |
| ------ | ------------------ | -------------------------- |
| 2016   | 18.                | Mark Cavendish (67.)       |
| 2017   | 18.                | Nathan Haas (50.)          |
| 2018   | 18.                | Edvald Boasson Hagen (76.) |

UCI World Ranking
| Saison | Mannschaftswertung | Fahrerwertung         |
| ------ | ------------------ | --------------------- |
| 2019   | 22.                | Michael Valgren (80.) |
| 2019   | 21.                | Giacomo Nizzolo (24.) |